# Lobos (partido)
Pour les articles homonymes, voir Lobos (homonymie).
Lobos est un partido de la province de Buenos Aires fondée en 1864 dont la capitale est Lobos.